# Spodnji Ivanjci
Spodnji Ivanjci jsou jednou ze třiceti vesnic, které tvoří občinu Gornja Radgona ve Slovinsku. V roce 2002 žilo ve vesnici 127 obyvatel.

## Poloha, popis
Nachází se v Pomurském regionu na severovýchodě Slovinska. Celková rozloha vesnice je 3,16 km²[zdroj?] a rozkládá se v nadmořské výšce zhruba 205 – 230 m. Nedaleko od severního okraje vsi protéká říčka Ščavnica. Leží přibližně 10 km jižně od vsi Gornja Radgona, střediskového centra občiny. Sousedními vesnicemi jsou: Gornji Ivanjci, Stavenišči a Očeslavci na severu, Okoslavci na východě, Grabonoš a Cogetinci na jihu, a Ivanjski Vrh na západě.